# Sahnivșciîna, Mașivka
Sahnivșciîna (în ucraineană Сахнівщина) este localitatea de reședință a comunei Sahnivșciîna din raionul Mașivka, regiunea Poltava, Ucraina.

## Demografie
Componența lingvistică a localității Sahnivșciîna
     Ucraineană (98,01%)
     Rusă (1,99%)
Conform recensământului din 2001, majoritatea populației localității Sahnivșciîna era vorbitoare de ucraineană (98,01%), existând în minoritate și vorbitori de rusă (1,99%).